# Stomorhina subapicalis
Stomorhina subapicalis är en tvåvingeart som först beskrevs av Macquart 1847.  Stomorhina subapicalis ingår i släktet Stomorhina och familjen Rhiniidae. Inga underarter finns listade i Catalogue of Life.